# Col Visentin
Il Col Visentin (1.763 m s.l.m.) è una montagna delle Prealpi Bellunesi, in Veneto, che segna un punto geografico di confine tra la provincia di Belluno e la provincia di Treviso.

## Descrizione
Col Visentin si trova nella punta più scoscesa del versante meridionale del Nevegal di pertinenza territoriale della provincia di Treviso.
La cima del Col Visentin a 1.763 metri di altitudine, si trova in una posizione dominante sulla pianura trevigiana e sulla Valbelluna, e domina la sella di Fadalto, la Val Lapisina, il Lago Morto ed il Lago di Santa Croce, nonché il Montello.
Dalla sommità, l'orizzonte spazia dal monte Pizzoc alla laguna di Venezia, dai Colli Euganei all'altopiano del Cansiglio. La vista si estende pure su buona parte delle Dolomiti delle quali è possibile scorgere le cime più elevate.

### Origine del nome
La città di Vicenza nel 1414, per evitare una guerra, diede le chiavi delle proprie porte a Venezia che si stava sempre più espandendo nell'entroterra, entrando così ineluttabilmente a far parte della Repubblica Serenissima Veneta. La città inizialmente fu spogliata di molti beni e proprietà, e molti nobili cittadini e delle limitrofe campagne abbandonarono la città per evitare ulteriori requisizioni. Vicenza cadde quindi in un grave e profondo periodo di crisi economica e divenne così preda di ogni malaffare e di ogni tipo manigoldo.
La Serenissima, rendendosi conto del grave dissesto economico in cui versavano i cittadini vicentini, promulgò dei seri provvedimenti legislativi ed agevolazioni fiscali concrete per favorire l'insediamento di una nuova e stabile Nobiltà, la quale riprese ben presto il controllo ferreo e completo della città.
Il 12 giugno 1486 per ripulire la città di Vicenza anche dalla piaga dell'usura, vennero espulsi pure gli ebrei. Queste masse si diressero verso le città limitrofe, come Verona, Padova, ma vennero respinte. Gli ebrei decisero quindi di recarsi a Treviso pensando di essere accolti in ragione delle storiche rivalità, dato che i trevigiani avevano combattuto contro Vicenza, e che per essere stati sconfitti, avvelenarono Cangrande I della Scala che morì tra atroci dolori il 22 luglio 1329 dopo il suo pacifico arrivo trionfale in città.
Queste masse di esuli furono invece respinte dalla città, pur ottennero tuttavia dai trevigiani di potersi stabilire presso il colle che diverrà appunto Col dei Vicentini, da cui dialetticamente poi denominato Col Visentin.

### Geomorfologia
Il Gruppo del Visentin è il risultato dell'erosione del Ghiacciaio del Piave e del suo ramo lapesino.
Le formazioni litologiche dell'area del Gruppo Visentin sono di carattere sedimentario marino e calcaree, risalenti al periodo che va dal Giurassico al Miocene medio.
Nella parte occidentale, la piega anticlinale del Col Visentin si estende sino alla Val Lapisina ed è caratterizzata dalla presenza di depositi giurassici bacinali che sono stati dislocati dalla presenza di faglie inverse parallele all'asse vallivo, ed appartenenti alla Linea Longhere-Fadalto-Cadola, terminanti con la struttura a fiore di Colesei.
Le sequenze mesozoiche affiorano nella parte centrale-meridionale della Val Lapisina e rappresentano termini transizionali tra facies pelagiche e di scarpata, in cui la zona è collocata al margine tra il Bacino Bellunese e la Piattaforma Friulana.
Più a sud si trovano i depositi terrigeni di molassa che costituiscono le formazioni terziarie. I depositi quaternari sono costituiti da materiali olocenici e tardo pleistocenici che formano i depositi superficiali concentrati nel fondovalle che hanno estensioni notevoli con spessori anche di duecento metri a Nord del Lago Morto. Questi depositi rappresentano il prodotto dell'azione dei diversi agenti che hanno operato e che tuttora operano nell'area.

### Salita alla vetta
Col Visentin è una nota meta per facili escursioni a piedi sul gruppo del Nevegal, ed è sede di importanti impianti meteorologici, di impianti di radiocomunicazione, di radiodiffusione e di ripetizione per canali televisivi.
È possibile ascendere alla cima partendo da Nord raggiungendo la località turistica Nevegal da cui si sale con una comoda strada al Rifugio Casera a (1.400 m); da qui inizia il Sentiero delle creste che porta a Col Faverghera (1.030 m), che raggiunge un Giardino Botanico ed il Rifugio Brigata (1.617 m); proseguendo si giunge a Col Toront (1.675 m) ed infine al Rifugio Col Visentin a (1.673 m).
Il Rifugio Col Visentin è facilmente raggiungibile anche da Sud, con la stradina che da Serravalle raggiunge il parcheggio Col Occett, da cui inizia un bellissimo percorso escursionistico attraverso il Bosco Occett.

## Galleria d'immagini

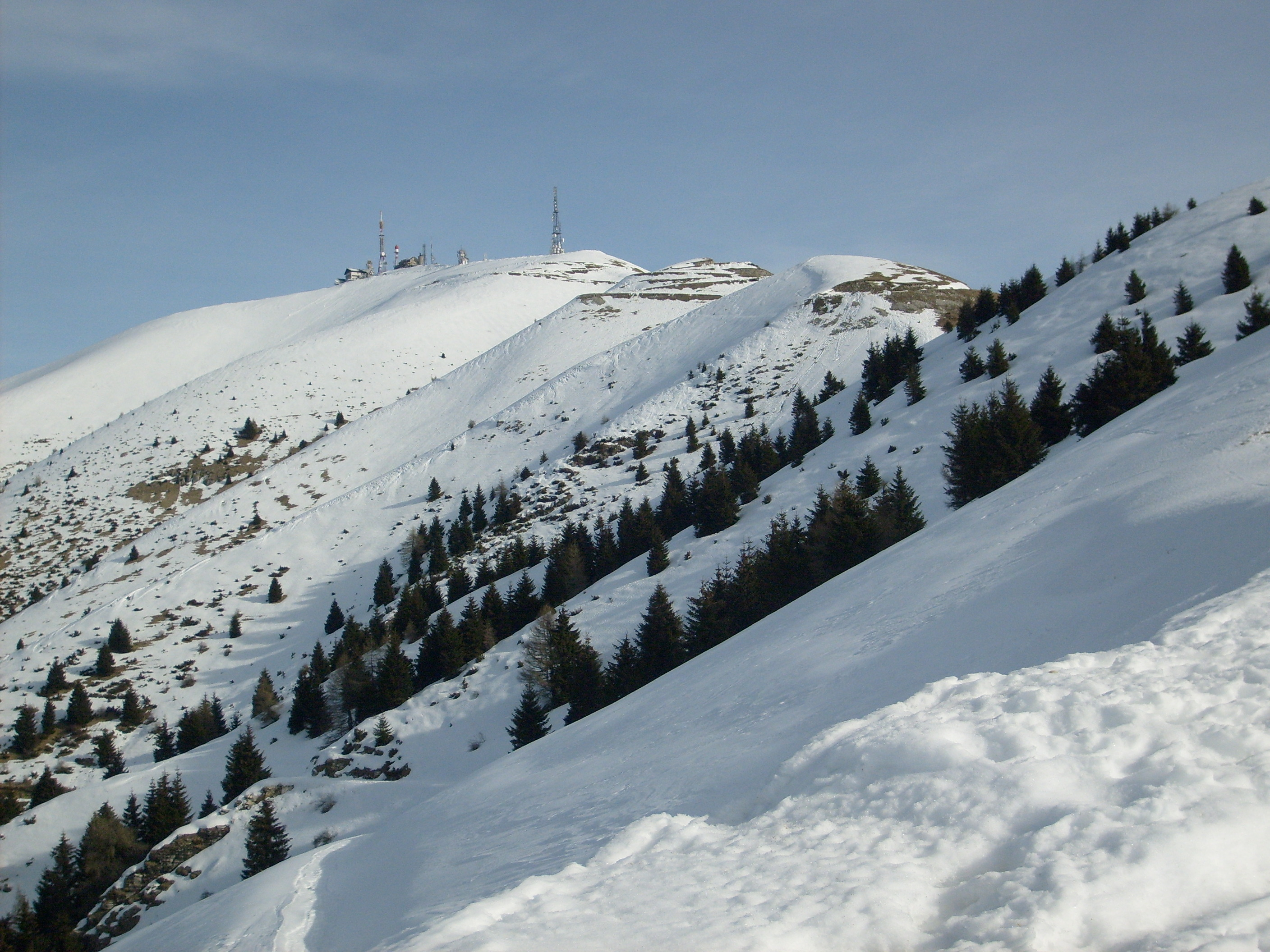
Il Col Visentin visto dalla strada militare
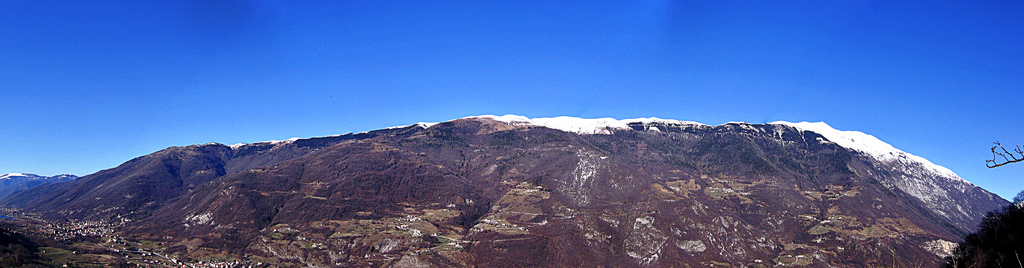
Panoramica sul Col Visentin da Vittorio Veneto
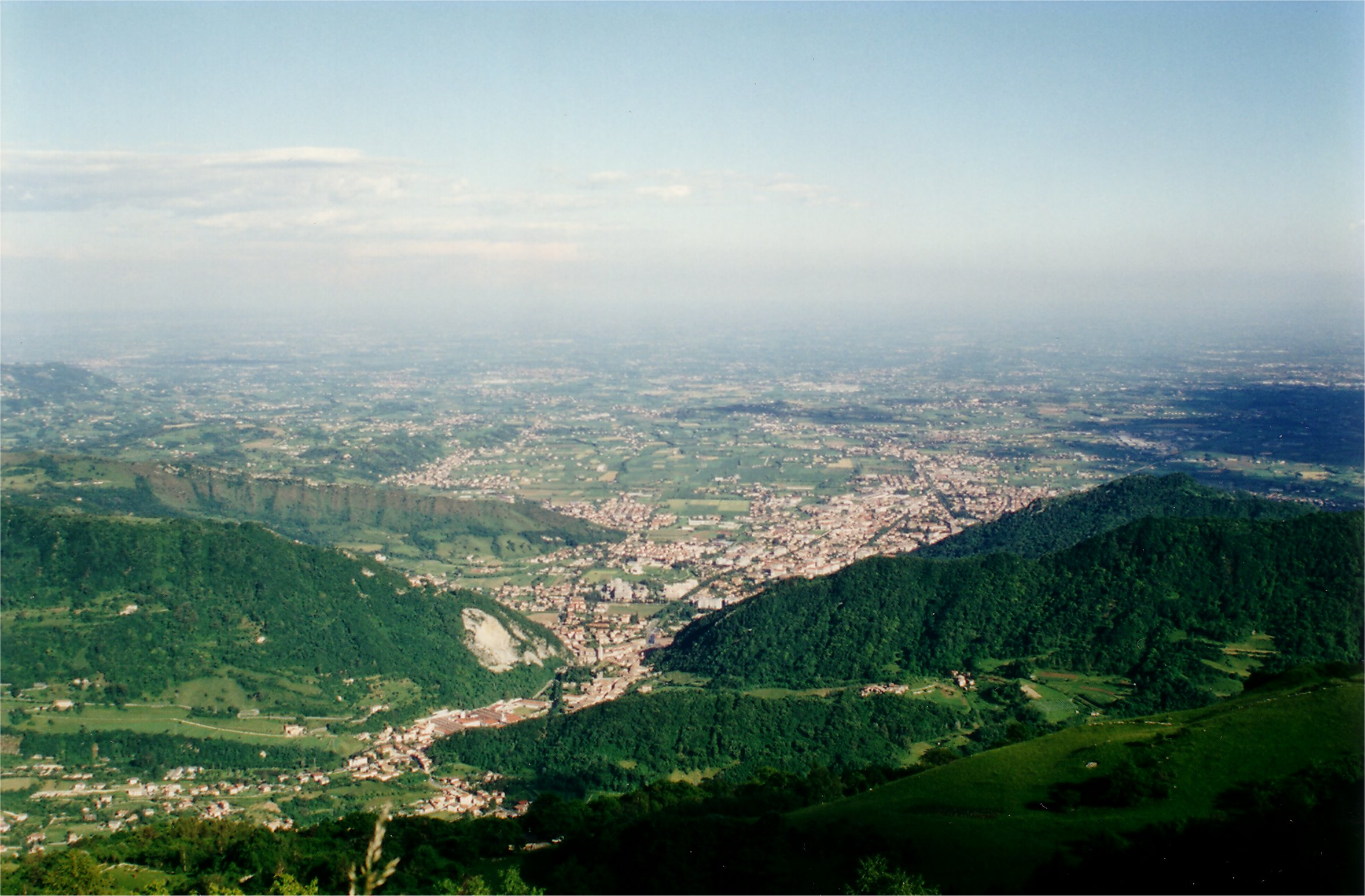
Vista da Col Visentin verso Vittorio Veneto e la pianura
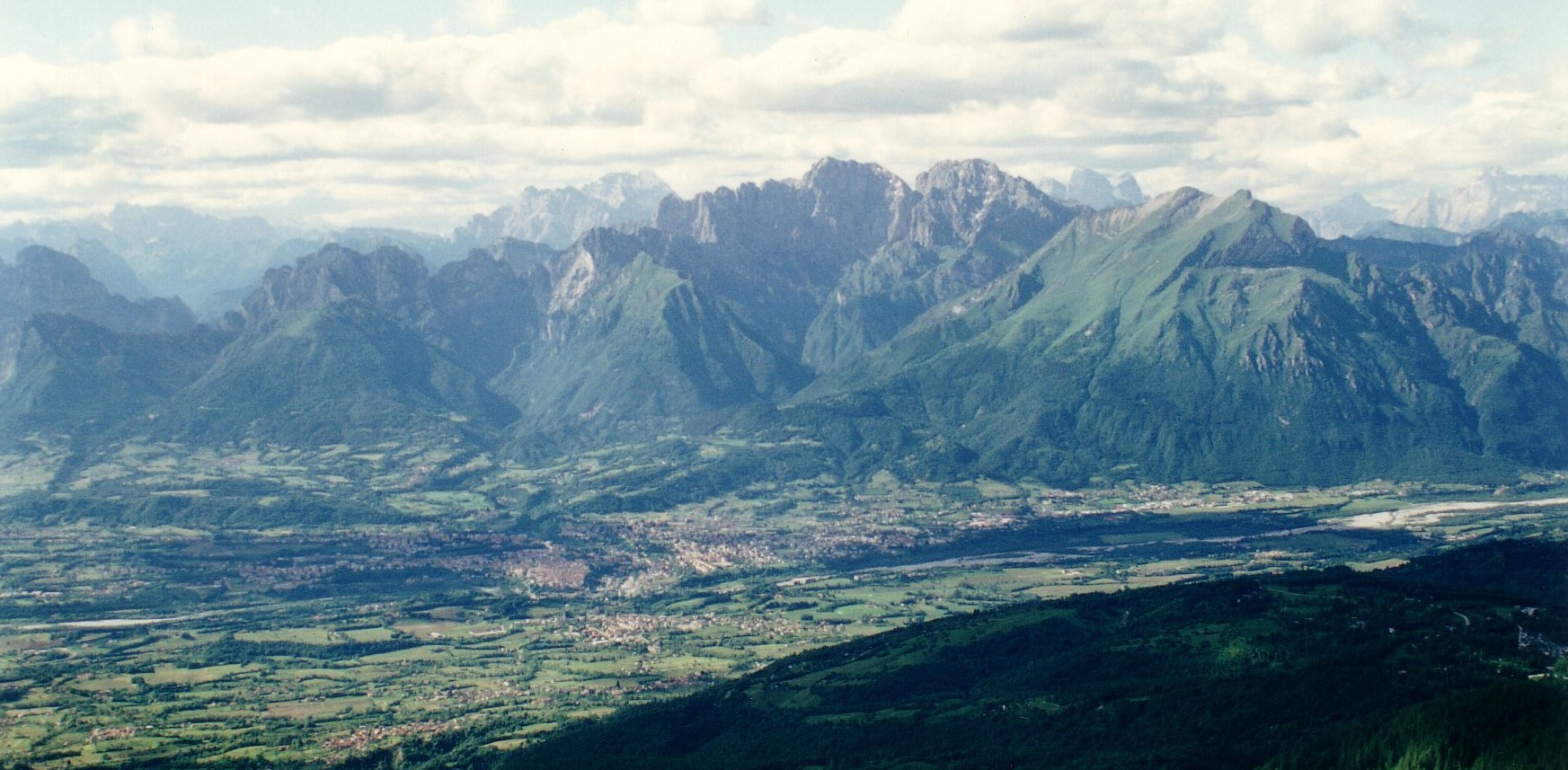
Vista da Col Visentin verso Belluno e le Dolomiti Bellunesi
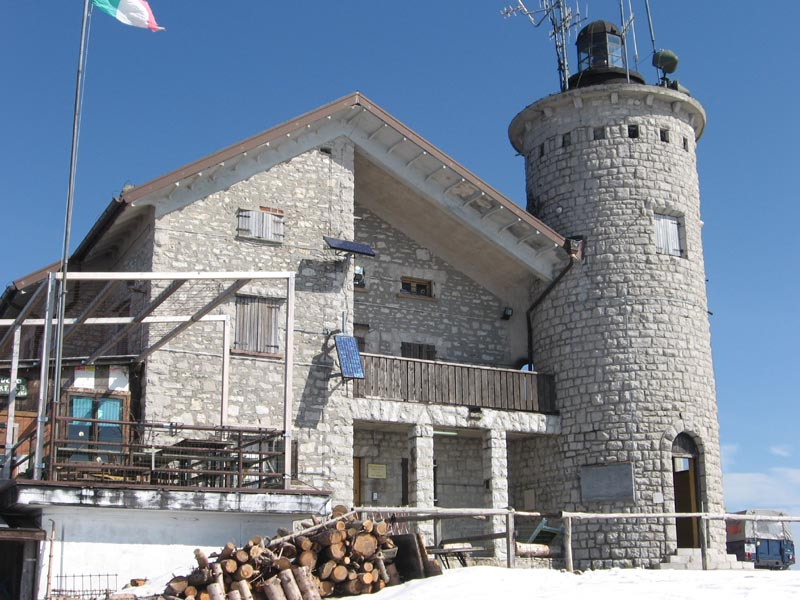
Il Rifugio V Artiglieria Alpina sul Col Visentin
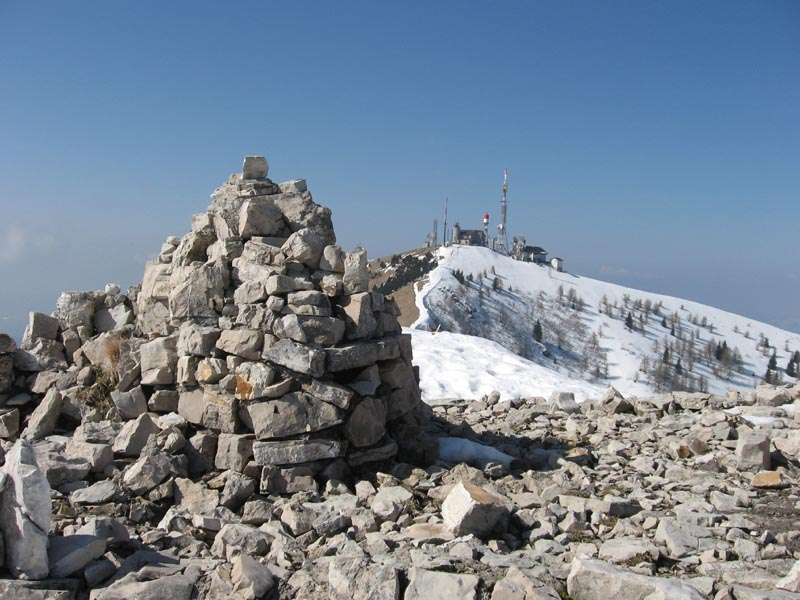
L'arrivo al Rifugio Visentin dal sentiero delle Creste
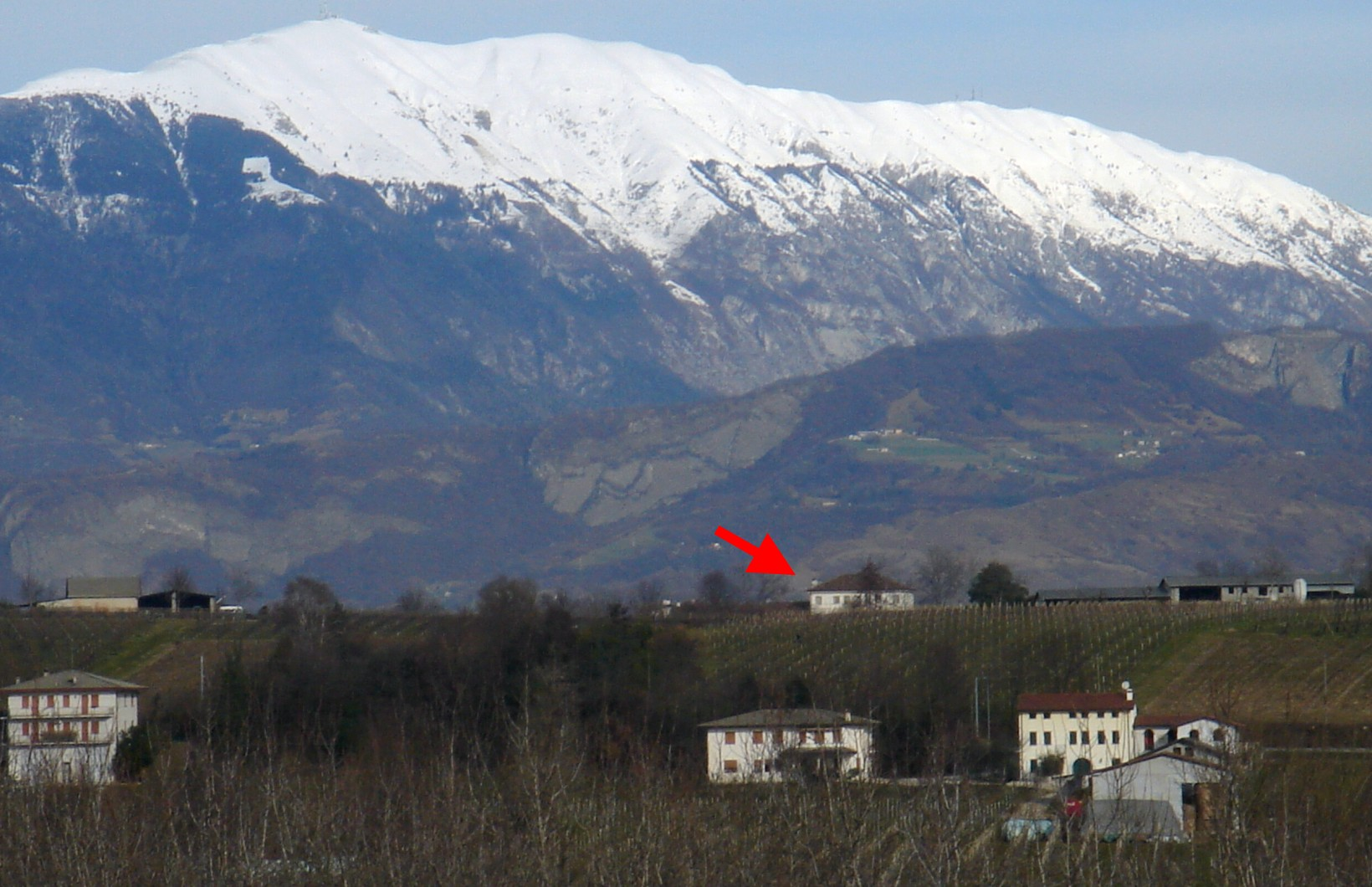
Il Col Visentin da Castello Roganzuolo (la freccia indica la 'caseta' di Tiziano)
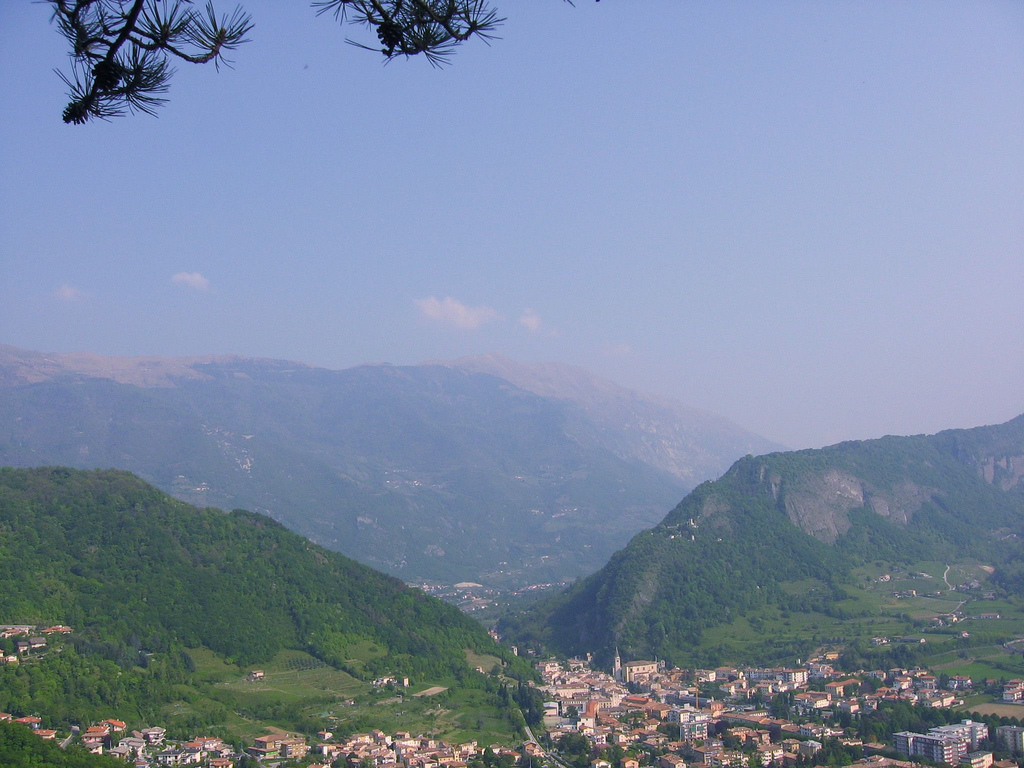
Il gruppo del Visentin; in basso, Serravalle